# OSI Volleyball
OSI Volleyball est un club norvégien de volley-ball fondé en 1882 et basé à Oslo, évoluant pour la saison 2017-2018 en Mizunoligaen.

## Effectifs

### Saison 2017-2018
| No                                        | Nom                                       | Date de naissance                         | Taille                         | Poids                          | Poste                          |
| ----------------------------------------- | ----------------------------------------- | ----------------------------------------- | ------------------------------ | ------------------------------ | ------------------------------ |
| 1                                         | Negina Mamadova                           | 3 novembre 1989                           | 174                            |                                | Libero                         |
| 2                                         | Elisabeth Stokkenes                       | 9 août 1993                               | 171                            | 61                             | Passeuse                       |
| 3                                         | Maren Hatlestad                           | 2 décembre 1990                           | 177                            |                                | Attaquante                     |
| 4                                         | Ida Mari Kristoffersen                    | 7 août 1987                               | 180                            |                                | Attaquante                     |
| 5                                         | Kjersti Rekdal Skåre                      | 16 mars 1989                              | 180                            |                                | Centrale                       |
| 6                                         | Eline Vik Henriksen                       | 5 février 1993                            | 172                            |                                | Réceptionneuse-attaquante      |
| 7                                         | Yngvild Larsen Schei                      | 20 octobre 1987                           | 169                            |                                | Passeuse                       |
| 8                                         | Maja Lind Sande                           | 9 juin 1996                               | 174                            |                                | Réceptionneuse-attaquante      |
| 9                                         | Oda Skarland Fiskum                       | 20 août 1994                              | 173                            |                                | Réceptionneuse-attaquante      |
| 11                                        | Anneli Øvstetun                           | 3 juillet 1987                            | 174                            |                                | Libero                         |
| 12                                        | Sissel Eline Bjørnevik                    | 21 janvier 1994                           | 168                            |                                | Libero                         |
| 13                                        | Ingeborg Våg                              | 20 novembre 1994                          | 178                            |                                | Centrale                       |
| 14                                        | Ane Bjørhusdal Hundseth                   | 12 novembre 1990                          | 174                            |                                | Réceptionneuse-attaquante      |
| 15                                        | Siri Elen Brattli                         | 3 mars 1989                               | 179                            |                                | Centrale                       |
|                                           |                                           |                                           |                                |                                |                                |
| Encadrement technique                     | Encadrement technique                     |                                           | Légende                        | Légende                        | Légende                        |
| Entraîneur : Kjell-Erik Kvamsdal          | Entraîneur : Kjell-Erik Kvamsdal          | Entraîneur : Kjell-Erik Kvamsdal          | : Capitaine                    | : Capitaine                    | : Capitaine                    |
| Entraîneur(s) adjoint(s) : Sindre Svendby | Entraîneur(s) adjoint(s) : Sindre Svendby | Entraîneur(s) adjoint(s) : Sindre Svendby | : Joueuse blessée actuellement | : Joueuse blessée actuellement | : Joueuse blessée actuellement |